# جوليانا بورينغ
جوليانا بورينغ (من مواليد 2 يونيو 1981) هي راكبة دراجات بريطانية ألمانية وكاتبة. في ديسمبر 2012، سجلت أول رقم قياسي في موسوعة غينيس للأرقام القياسية كأسرع امرأة تبحر حول العالم بالدراجة، حيث قطعت أكثر من 29000 كيلومتر (18000 ميل) في وقت إجمالي قدره 152 يومًا (144 يومًا فعليًا على السرج).
كانت بورينغ المرأة الوحيدة التي شاركت في سباق عابر القارات الافتتاحي من لندن إلى إسطنبول في عام 2013، وحصلت على المركز التاسع بشكل عام. في عام 2014، فازت بالنسخة الأولى من سباق ترانس آم للدراجات (سيدات) وحصلت على المركز الرابع في الترتيب العام. في عام 2018، فازت بورينغ بفئة السيدات وحصلت على المركز الثالث بشكل عام في النسخة الافتتاحية المدعومة ذاتيًا من راكب الدراجة النارية عمان سبرينت. بدأت ركوب الدراجات لأول مرة في عام 2011 عندما كانت في الثلاثين من عمرها، وتعتبر الآن واحدة من أقوى راكبات الدراجات فائقة التحمل في العالم.
جوليانا بورينغ شاركت في تأليف كتاب "ليس بدون أختي"، وهو من أكثر الكتب مبيعًا على مستوى العالم وترجم إلى 11 لغة، وهو يعرض تفاصيل حياتها أثناء نشأتها داخل أبناء الله ومؤلفة كتاب "هذا الطريق الذي أقوده"، وهو وصف لرحلتها العالمية بالدراجة.
بورينغ هى مديرة السباق لـ اثنان بركان سبرينت (2VS)، وهو تحدي دراجات غير مدعوم بمرحلة واحدة يبدأ وينتهي عند البركانين الشهيرين في جنوب إيطاليا، جبل فيزوف وجبل إتنا. يعمل الحدث على تعزيز ورعاية المشاريع أو المبادرات أو الخدمات التي تؤثر بشكل إيجابي على الحفاظ على الطبيعة أو الاستدامة البيئية أو العمل المناخي مع تعزيز النمو الاقتصادي للمجتمعات المحلية في جنوب إيطاليا.

## سيرة شخصية
ولدت بورينغ في أثينا، اليونان في 2 يونيو 1981. كان والداها أعضاء في طائفة أبناء الله (المعروفة الآن باسم "العائلة الدولية"). تخلى والداها عن بورينغ عندما كانت في الرابعة من عمرها وتربيت لأوصياء مختلفين داخل المجموعة. تنقلت بشكل متكرر طوال طفولتها، وعاشت في ما يقرب من 30 دولة عبر آسيا وإفريقيا وأوروبا مسألة جنسيتها معقدة. على الرغم من أن بورينغ صرحت عند سؤالها بأنها ألمانية، إلا أنها لم تعيش في ألمانيا أبدًا بسبب أصل والدتها. في عام 2004، بعد وفاة أختها دافيدا، تركت بورينغ المجموعة. وفي عام 2006، التقت بشقيقتيها كريستينا وسيليست جونز. لقد كتبوا معًا كتابًا يفضح الأعمال الداخلية للمجموعة التي ولدوا فيها. أصبح كتاب "ليس بدون أختي" من أكثر الكتب مبيعًا في المملكة المتحدة وأيرلندا وأستراليا. أسست بورينغ مع شقيقاتها منظمة رايز انترناشيونال، التي اندمجت لاحقًا مع مؤسسة ممر آمن، لمساعدة الأطفال الذين ولدوا ونشأوا في الطوائف الدينية أو الجماعات المعزولة والمتطرفة. كتابها الثاني، هذا الطريق الذي أركبه، يروي مغامرتها حول العالم بالدراجة.

## سجل الدورة العالمية

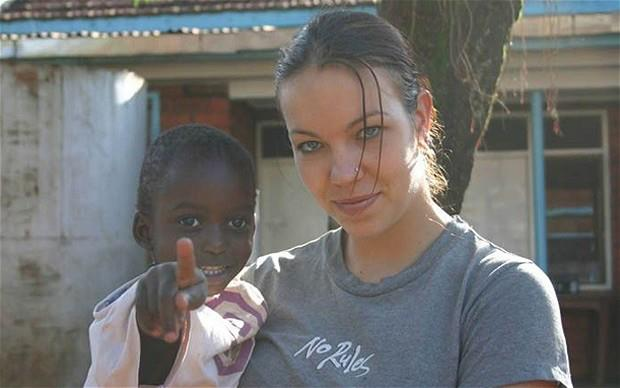
جوليانا في أوغندا

بحثًا عن طريقة لجمع الأموال والتوعية لمؤسسة ممر آمن، قررت بورينغ أن تركب العالم بالدراجة. بعد ثمانية أشهر من التدريب، غادرت نابولي في 23 يوليو 2012، دون رعاية ودعم، وبقليل من المال. نفذت أموالها المحدودة أثناء وجودها في نيوزيلندا، وبدأ العديد من متابعي بورينغ عبر الإنترنت سلسلة منتظمة من التبرعات، مما جعلها تتنقل حول العالم. بعد إجمالي 152 يومًا (144 يومًا على السرج)، عادت بورينغ إلى نابولي حيث تبعها حشد من المؤيدين حتى خط النهاية في ساحة بليبيشيتو. سافرت عبر 19 دولة و4 قارات، وقطعت مسافة 29000 كيلومتر (18000 ميل)، وحققت أول رقم قياسي لامرأة تبحر حول العالم بالدراجة في موسوعة غينيس للأرقام القياسية.

## سباق عابر القارات
بعد أن أكملت الدورة العالمية، بحثت بورينغ عن تحدٍ جديد. في عام 2013، شاركت في سباق عابر القارات الافتتاحي، الذي أسسه زميلها الدراج العالمي وحامل الرقم القياسي، مايك هال. بدأت النسخة الأولى، المعروفة باسم أصعب سباق غير مدعوم في جميع أنحاء أوروبا، في لندن وانتهت في إسطنبول، حيث عبرت قمم جبال الألب العالية. كانت بورينغ المرأة الوحيدة في السباق، حيث أنهت السباق في 12 يومًا واحتلت المركز التاسع.

## سباق ترانس آم للدراجات

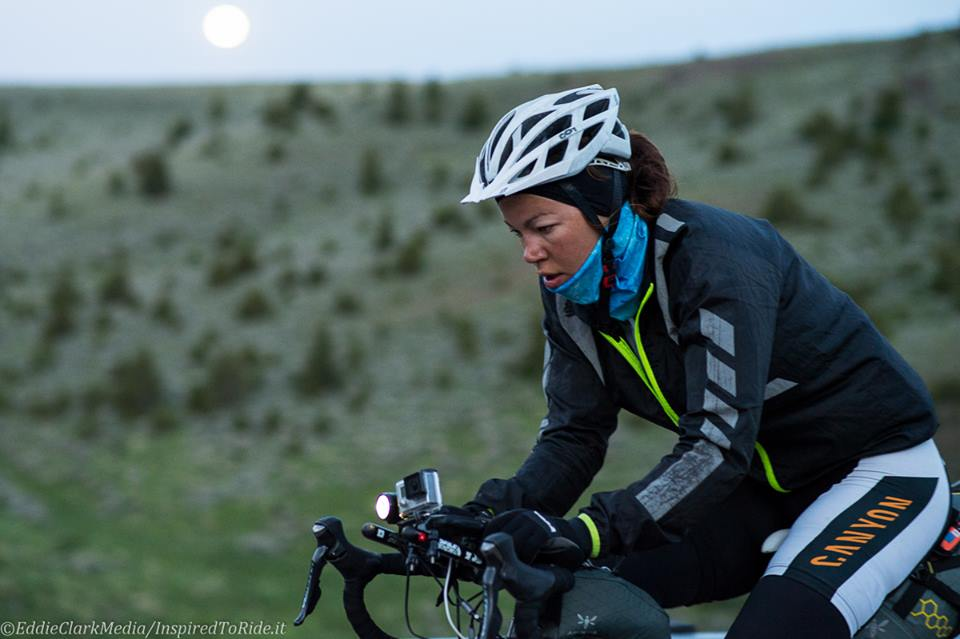
ترانس ام

في يونيو 2014، شاركت بورينغ في سباق ترانس آم للدراجات الافتتاحي في الولايات المتحدة. يبدأ السباق في أستوريا، أوريغن، وينتهي في يوركتاون، فيرجينيا، ويبلغ طول السباق 4400 ميل (7100 كم)، مع إجمالي حوالي 51000 متر (167000 قدم) من التسلق. كما هو الحال في السباق العابر للقارات، يجب على راكبي الدراجات الركوب بدون دعم وأن يكونوا مكتفين ذاتيًا. ضم هذا السباق بعضًا من أفضل راكبي التحمل في العالم، بما في ذلك مايك هول، الفائز بسباق رحلة ركوب الدراجات الجبلية وحامل الرقم القياسي العالمي السابق باعتباره أسرع رجل يبحر حول العالم. أنهت بورينغ السباق في 20 يومًا، لتحتل المركز الأول في فئة السيدات وتعادلت بالمركز الرابع بشكل عام. تضمن الجزء من رحلتها رحلة متواصلة مدتها 36 ساعة تغطي 500 ميل (800 كم) في سباقها الأخير. جذب أدائها انتباه العديد من المجلات، وصنفت من قبل مجلة الدراجات النسائية البائدة الآن كواحدة من أقوى راكبات الدراجات التحمل في العالم.

## عمان سبرينت
في فبراير 2018، فازت بورينغ بفئة السيدات وحصلت على المركز الثالث في الترتيب العام في النسخة الافتتاحية المدعومة ذاتيًا من راكب الدراجة النارية عمان سبرينت. قطعت مسافة 1070 كيلومترًا دون توقف، وانتهت في 49 ساعة و53 دقيقة.

## أفلام وثائقية
انتجت فيلم وثائقي طويل بعنوان ألهام ركوب دراجة حول سباق ترانس ام للدراجات لعام 2014. بالإضافة إلى العديد من المقابلات خلال السباق مع بوهرينغ، تضمن الفيلم الوثائقي قسمًا تمت فيه مقابلة بوهرينغ وصور وهو يركب في نابولي، إيطاليا.

## كتب
كتاب بوهرينغ الأول، "ليس بدون أختي"، كتبته مع شقيقتيها، سيليست وكريستينا جونز، ونشر في عام 2007. يعرض الكتاب تفاصيل حياتهما أثناء نشأتهما في مجموعة "أبناء الرب". لقد احتل المرتبة الأولى في قائمة الصنداي تايمز الأكثر مبيعًا لمدة 5 أسابيع، وظل في قائمة العشرة الأوائل لمدة 15 أسبوعًا متتاليًا. وقد ترجم إلى عشر لغات.
يصف كتابها الثاني، هذا الطريق الذي أركبه، الذي نشرته دبليو نورتون وبياكتوس في عام 2016، رحلتها التي حطمت الأرقام القياسية حول العالم بالدراجة.